# Torino ZX
El Torino ZX es un automóvil de turismo del segmento E, fabricado en 1979 por Renault Argentina S.A., filial local del citado fabricante francés de automóviles, quien en 1975 había tomado el control total de las instalaciones de la localidad de Santa Isabel, en la Provincia de Córdoba, que eran propiedad de la extinta firma Industrias Kaiser Argentina. Este vehículo, era la última versión producida del modelo IKA Torino, de la cual Renault había tomado a su cargo la producción del mismo, pero bautizándolo ya como Renault Torino. El Torino ZX fue el primer producto que fabricado por Renault que no era originario de sus factorías de Francia, ni mucho menos de matricería propia, por lo que estaba considerado como el primer producto (y único)  «no-Renault» que llevaba la denominación de la firma francesa.
El Torino ZX presentaba variaciones respecto a sus versiones anteriores, el motor Torino 233 de 6 cilindros en línea y 7 bancadas ahora equipaba encendido electrónico y pistones de doble lomo que llevaban la compresión a 8.25 a 1. Al mismo tiempo, continuaba equipándose con uno solo Carburador Carter-Ilasa de doble boca de 36 mm de diámetro. Todo esto acoplado a su caja de cambios ZF de 4 velocidades y el diferencial Dana 44 con autoblocante de serie en este modelo.
El Torino ZX había sido presentado en el año 1979, como reemplazante del Torino TSX y fue la última versión presentada del en ese entonces Renault Torino, siendo finalizada su producción en el año 1981, con 99792 unidades producidas, desde 1966.

## Breve historia del Torino en su etapa Renault
En 1976 y tras la toma total del control de Industrias Kaiser Argentina, el fabricante francés Renault se instaló definitivamente en Argentina y entre otras medidas, anunció la continuidad de la producción del automóvil Torino, el cual pasó a ser el primero y el único producto «no-Renault» fabricado bajo la denominación francesa. En esos años, fueron lanzados el sedán 4 puertas Grand Routier, equipado con aire acondicionado, dirección hidráulica y tablero en madera, y la cupé TSX, cuya publicidad la promovía con el eslogan «la sensación de volar». 
En 1978 se presentó la última versión del Torino, llamada ZX, la cual recibió diferentes cambios estéticos, resultando el más llamativo la sustitución del emblema del Toro en la parrilla, siendo reemplazado por el rombo de Renault. Tal emblema, sin embargo, se mantuvo en el volante y se agregaron dos pequeños escudos sobre el parante trasero.
En 1981 el último Torino sale de la línea de montaje de la fábrica en la localidad de Santa Isabel, Córdoba (Argentina).

## Ficha técnica
Renault Torino ZX
- Comentarios:  Nueva parrilla, con el rombo de Renault  Faros auxiliares cuadrados y faros traseros rectangulares  Butacas con apoyacabezas incorporado al igual que los asientos traseros  Nuevos paragolpes  La gama 82 se lanzó en octubre de 1981
  - Código: 630
  - Unidades fabricadas: 4587 (no hay datos acerca de cuantas unidades son gama 82)
  - Comienzo Fabricación: 15/09/78
  - Término de Fabricación: 30/10/1981
  - Carrocería: Coupé hard-top, sin parantes, autoportante
  - Puertas: 2
  - Motor: TORINO OHC 233
  - Ciclo: 4 tiempos, árbol de levas a la cabeza, válvulas a la cabeza
  - Número de bancadas del cigüeñal: 7
  - Ubicación: Delantero Longitudinal
  - Cilindrada (cm³): 3770
  - Número de Cilindros: 6
  - Diámetro x Carrera (mm): 84,95 x 111,125
  - Relación de Compresión: 8,25:1
  - Potencia (hp): 200
  - Régimen (r.p. m.): 4500
  - Par Motor (mKg): 33
  - Régimen (r.p. m.): 3000
  - Tanque de combustible: 64 litros
  - Combustible: Nafta súper
  - Sistema de Combustible: Carburador Carter ABD 2053S doble boca 36,5 mm
  - Cebador: Automático
  - Caja de cambios: 4 velocidades. ZF-S4-3A al piso
  - Relaciones de la caja de cambios: 1°:3,54:1/2°:2,31:1/3°:1,5:1/4°:1:1
  - Diferencial: Dana 44
  - Relación Final: 3,07:1
  - Capacidad Combustible (litros): 64
  - Múltiple de escape: 6 a 2
  - Salida de escape: 2 bocas circulares
  - Embrague: Monodisco seco 235 mm (9"1/4)
  - Peso Vacío (kg): 1459
  - Largo (mm): 4730
  - Ancho (mm): 1800
  - Alto (mm): 1420
  - Distancia entre Ejes (mm): 2723
  - Trocha Delantera (mm): 1460
  - Trocha Trasera (mm): 1422
  - Despeje del suelo (mm): 152
  - Radio de giro (m): 5,95
  - Frenos delanteros: A disco, ventilados
  - Frenos traseros): A tambor, con válvula antibloqueo
  - Dirección: Bolillas recirculantes. Opcional: hidráulica
  - Suspensión Delantera: Independiente, a trapecio articulado, con resortes helicoidales, amortiguadores hidráulicos, brazo inferior simple con brazo reactor y barra estabilizadora
  - Suspensión Trasera: Link-bar, eje rígido, con resortes helicoidales, amortiguadores hidráulicos y cuatro barras reactoras
  - Neumáticos: 185 HR14
  - Llantas: De aleación y acero marca Protto 6x14" de mil rayos
  - Tazas: No posee
  - Batería: 12 V 55 Ah
  - Generador Eléctrico: Alternador 12 V, 42 A
  - Asientos: Delanteros, butacas con apoya cabezas abierto incorporado, traseros, con apoya cabezas y apoya brazos central
  - Faros delanteros: Faros auxiliares rectangulares de cuarzo iodo
  - Faros traseros: Rectangulares
  - Volante: De cuatro rayos centrales de material inyectado con el símbolo de Renault. En la gama 82, es de dos rayos, de Renault 18, con la insignia del toro rampante.
  - Tablero: Nuevo tablero de avión de fondo de material plástico gris, radio pasacassette Motorola BGH AM-FM, 6 relojes de aguja (velocímetro, tacómetro, nafta, temperatura, presión de aceite y carga de batería), reloj de aguja. Consola larga para guardar 5 casetes. En la gama 82, el fondo de material plástico del tablero podía ser celeste, gris o beige, los 6 instrumentos de aguja son cuadrados. Consola corta sin casetes. El reloj de aguja se reempaza por un vacuómetro, reloj digital en el techo
  - Marca de los instrumentos: Jaeger
  - Espejos retrovisores: Izquierdo, negro mate.En la gama 82, se agrega el derecho. El izquierdo tiene ahora comando interno
  - Panel trasero: Con aplique plástico
  - Manijas de puertas: Embutidas
  - Paragolpes: Nuevo diseño, con protección
  - Aire acondicionado: Opcional
  - Techo eléctrico: No
  - Antena eléctrica: Sí, en el baúl
  - Parlantes: 4
  - Freno de mano: Accionamiento entre las butacas
  - Sistema de encendido: Electrónico
  - Cinturones de seguridad: Delanteros, de 3 puntos inerciales. Traseros, de 2 puntos
  - Rueda de auxilio: Ubicada dentro del baúl. Opcional: sobre la tapa del baúl
  - Capó: Con amplia nervadura bajo relieve
  - Ubicación de la batería: En el vano motor
  - Luneta térmica: Sólo en la gama 82
  - Las últimas unidades de la gama 82 poseen los ventiletes fijos
  - En la gama 82, la bocha de la palanca de cambios no tiene el toro rampante